# Sajtos csemegekukorica
A sajtos csemegekukorica (hangul: 콘치즈, khoncsidzsu, RR: konchijeu; az angol corn cheese-ből) csemegekukoricából és mozzarellasajtból készített koreai étel. Gyakran szolgálják fel alkoholos italok mellé andzsu (anju)ként.

## Elkészítése
A konzerv kukoricát leszűrik, vajon hirtelensütik, hagymával, bell paprikával és más zöldségekkel, melyeket a kukoricaszemekhez hasonló méretű kockákra vágnak, majd sóval meghintenek és kinyomkodják a levét, mielőtt a kukoricához rakják. A hirtelensütést követően majonézt és cukrot kevernek hozzá, mozzarellát tesznek a tetejére és sütőben addig sütik, amíg az étel sercegni nem kezd és a sajt széle megpirul.

## Fordítás
Ez a szócikk részben vagy egészben  a   corn cheese című angol Wikipédia-szócikk fordításán alapul.  Az eredeti cikk szerkesztőit annak laptörténete sorolja fel. Ez a jelzés csupán a megfogalmazás eredetét és a szerzői jogokat jelzi, nem szolgál a cikkben szereplő információk forrásmegjelöléseként.